# Marianne Rumpf
Marianne Rumpf (* 4. Juni 1921 in Guben, Niederlausitz; † 26. März 1998 in Berlin) war eine deutsche Volkskundlerin und Bibliothekarin.

## Leben und Wirken
Marianne Rumpf, Tochter des Japanologen und Volkskundlers Friedrich Karl Georg Rumpf, studierte Volkskunde, Völkerkunde und Kunstgeschichte an der Universität Göttingen und promovierte dort 1951. Von 1952 bis 1958 war sie zunächst im gehobenen Bibliotheksdienst tätig. 1958 begann sie an der Staatsbibliothek Bremen die Ausbildung für den höheren Bibliotheksdienst und legte 1959 am Bibliothekar-Lehrinstitut des Landes Nordrhein-Westfalen die Fachprüfung hierfür ab. Nach kurzer Tätigkeit an der Stadtbibliothek Wuppertal arbeitete sie von 1961 bis 1967 an der Amerika-Gedenkbibliothek in Berlin. 1967 wurde sie Leiterin des Berliner Gesamtkatalogs, den sie (seit 1972 als Bibliotheksdirektorin) bis 1986 leitete.
In ihren zahlreichen volkskundlichen Veröffentlichungen beschäftigte sie sich vor allem mit dem Märchen- und Fabelwesen und dem damit zusammenhängenden Brauchtum.

## Schriften
- Ursprung und Entstehung von Warn- und Schreckmärchen. Suomalainen Tiedeakatemia, Helsinki 1955.
- (mit Eva Däbritz): Kunst und Kunstgewerbe. Eine Auswahl deutscher Bücher. Börsenverein des Deutschen Buchhandels, Frankfurt am Main 1957.
- Die Benutzung der Staatsbibliothek Bremen im Jahre 1957 im Spiegel der dort durchgeführten ausführlichen Statistik. Eine Benutzungsanalyse und bibliotheksstatistische Betrachtung. Köln 1959.
- Deutungen zur Rattenfängersage. In: Heimat und Volkstum. Niedersächsisches Jahrbuch, Jg. 1962/63, S. 47–64.
- Zamper, Zamper, Zießchen. Zur Geschichte und Bedeutung einer Heischeformel. In: Jahrbuch für Volksliedforschung, Bd. 19 (1974), S. 59–74.
- Spinnstubenfrauen, Kinderschreckgestalten und Frau Perchta. In: Fabula. Zeitschrift für Erzählforschung. Bd. 17 (1976), S. 214–242.
- Wie war zu Cölln es doch vordem mit Heimzelmännchen so bequem. In: Fabula. Zeitschrift für Erzählforschung. Bd. 17 (1976), S. 45–74.
- Zur Entwicklung der Spielkartenfarben in der Schweiz, in Deutschland und in Frankreich. In: Schweizerisches Archiv für Volkskunde. Bd. 72 (1976), S. 1–32 (PDF).
- The legends of Bertha in Switzerland. In: Journal of the Folklore Institute, Jg. 14 (1977), Heft 3, S. 181–194.
- Donnerbesen – Mythos und Wirklichkeit. Deutung und Bedeutung von „Donnerbesen“ und Windmühlen an Häusern in Norddeutschland. In: Beiträge zur deutschen Volks- und Altertumskunde. Bd. 18 (1979), S. 35–56.
- Butzenbrecht und Kinderfresser. Beziehungen und Beeinflussungen von literarischen und volkstümlichen Vorlagen auf Brauch und Glauben seit dem Mittelalter. In: Beiträge zur deutschen Volks- und Altertumskunde. Bd. 19 (1980), S. 57–76.
- Das Petermännchen von Knechtshausen in Stade. Ursprung von Sage und Brauch. In: Beiträge zur deutschen Volks- und Altertumskunde. Bd. 20 (1981), S. 45–70.
- Der Berchtoldstag in der Schweiz. In: Beiträge zur deutschen Volks- und Altertumskunde. Bd. 21 (1982), S. 65–85.
- Der Brauch des Aufstellens von „Bertlmilch“. Herkunft und Kontinuität. In: Beiträge zur deutschen Volks- und Altertumskunde. Bd. 23 (1984), S. 61–85.
- Rosen oder Leprosen im Volkslied. Eine Motivuntersuchung aus medizinhistorischer Sicht. In: Jahrbuch für Volksliedforschung. Bd. 30 (1985), S. 18–36.
- Spinnerinnen und Spinnen. In: Sigrid Früh (Hrsg.): Die Frau im Märchen (= Veröffentlichungen der Europäischen Märchengesellschaft. Bd. 8). Röth, Kassel 1985, ISBN 3-87680-339-X, S. 58–72.
- Der „Kampf des Karnevals gegen das Fasten“ von Pieter Bruegel d. Älteren. Volkskundlich, kulturhistorisch, medizingeschichtlich interpretiert. In: Österreichische Zeitschrift für Volkskunde, N.S., Bd. 40 (1986), S. 125–157.
- Bierzeichen in Norddeutschland und in den Niederlanden. In: Jahrbuch / Gesellschaft für die Geschichte und Bibliographie des Brauwesens, Jg. 1984, S. 17–56.
- Fritz Rumpf. Leben und Werk im Überblick. In: Hartmut Walravens (Hrsg.): Du verstehst unsere Herzen gut. Fritz Rumpf (1888-1949) im Spannungsfeld der deutsch-japanischen Kulturbeziehungen. VCH, Weinheim 1989, ISBN 3-527-17686-1, S. 3–18.
- Rotkäppchen. Eine vergleichende Märchenuntersuchung (= Artes populares. Bd. 17). Lang, Frankfurt am Main 1989, ISBN 3-8204-8462-0 (Dissertation Universität Göttingen).
- Luxuria, Frau Welt und Domina Perchta. In: Fabula. Zeitschrift für Erzählforschung. Bd. 31 (1990), S. 97–120.
- Von der Altertumskunde zur Volkskunde und zum Heimatschutz. In: Dieter Harmening (Hrsg.): Volkskultur – Geschichte – Region. Festschrift für Wolfgang Brückner zum 60. Geburtstag (= Quellen und Forschungen zur europäischen Ethnologie. Bd. 7). Königshausen & Neumann, Würzburg 1990, ISBN 3-88479-509-0, S. 225–256.
- Perchten. Populäre Glaubensgestalten zwischen Mythos und Katechese (= Quellen und Forschungen zur europäischen Ethnologie. Bd. 12). Königshausen & Neumann, Würzburg 1991, ISBN 3-88479-589-9.
- Bildliche Darstellungen vom Nobiskrug, von der Hölle und vom Fegefeuer. In: Rheinisch-westfälische Zeitschrift für Volkskunde, Bd. 40 (1995), S. 107–138.